# 国債
国債（こくさい、英: government bond）は、国が発行し、利子及び元本の支払（償還）を行う債券。利子は購入者に半年に1回支払われ、元本は満期時に償還される。ただし、割引国債の場合は、途中での利払いは行われず、満期時に額面金額で償還されることになる。国家が財政上の必要によって国家の信用によって設定する帳簿上の債務であり、国家が発行する債券。国庫債券の略称。

## 概要
国債は、国家が証券発行という方式で行う借入金のことである。
発行時に償還期限と利率が定められており、基本的には、購入者はこれに応じた利息を受け取ることができる。償還期限を迎えると、元金である国債の発行時の金額（額面額、または額面価格という）が支払われる。ただし国債は、条件の変更などに関して政府によって一方的に決定が行われることがある。また国債に関しては、その保有者は債務の履行に関して強制力が無い。
国家が元本・利子の支払いを保証しているため、金融商品の中でも比較的、安全性は高い。ある国債が安全であるか、あるいは安全でないかということは、それを発行している国家の財政の状態などによる。格付け機関が各国の国債の評価・格付けを行っている。
国債は他の債券同様に発行された後でも市場で売買できるため、価格は常に変動する。国債価格とその裏返しとしての国債金利（長期金利）は世界情勢や、国債を発行している国の社会動向、財政状態・経済状態を反映するため、政治的にも非常に重要な要素である。

## 歴史
国債をめぐる政策は、広義の近代化である大航海時代以来、長く社会問題の軸になってきた。君主が発行する公債は、君主の私的債務か国家の公的債務かの区別が曖昧だった。償還の原資が必ずしも保証されておらず、資金繰りに困った君主により恣意的に債権放棄させられる危険性ばかりでなく、次代の君主が先代の債務を引き継がないなどの原因でしばしばデフォルトに陥った。そのため、公債は償還期限が短期でリスクを反映して利率が高く、それゆえ君主が返済に困ってデフォルトを繰り返すという悪循環を繰り返していた。絶対王政の時代には欧州の君主はしばしば戦争を行い、それらの戦費はこうした公債で賄われることがしばしばであった。
償還期限が長期で利率の低い（すなわちリスクが低い）国債が安定して発行されるのは、恒久的な議会が国家の歳出と歳入・課税に関する権利を国王から奪取し、君主の私的財政と国家の財政（国庫）を分離する時代まで待たなければならなかった。オランダではホラント州の議会がそのような先鞭を付け、オランダ国王はホラント州議会の保証を裏付けとして公債を発行することができた。
イギリスはウィリアム3世の時代にオランダの制度を導入して、国債の発行時に返済の裏付けとなる恒久的な税を創設することなどが行われるようになった。名誉革命と権利章典により、議会が国庫と課税を管理し、君主は議会の同意なしに課税も国庫からの支出も行えなくなった。イギリス議会はコンソル債とよばれる単一の国債に既に発行済みの複数の公債を一元化し、金利の安定化と流動性の確保に務めた。それにより、コンソル債は欧州でもっともリスクの低い債券として信用され、各国の国債のベンチマークとなった。この過程でイングランド銀行は国家の歳出・歳入口座をもつ唯一の銀行、すなわち中央銀行としての地位を確立した。
欧州では18世紀までの度重なる戦争で、諸国政府は莫大な国債発行残高を抱えていた。イギリスは19世紀初頭には国民所得の数倍に達するほどの発行残を抱えていた。その後、産業革命による活発な民間投資と経済成長、夜警国家政策により国民所得に対する比率を低下させた。

## 中央銀行による国債購入
中央政府が発行した国債を中央銀行が直接引き受けることは財政規律や通貨安定を損なう恐れがあるため、各国でそれを避けることを目的に、中央銀行の直接引き受けについて一定のルールが設けられている。
日本における財政法第5条のように、中央銀行が国債を直接引き受けることは原則として禁止している国が多いが、中央銀行が市中から購入することは広く行われている（公開市場操作）。
2010年11月にアメリカのFRBは、8ヶ月間で総額約50兆円（約6000億USドル）の米国債を買い取る決定をした。その際にFRB議長であるベン・バーナンキは、この国債の引き受けの目的を「長期金利の上昇を抑制するため」と述べている。
経済学者のミルトン・フリードマンは、国債の中央銀行引き受けを「当局が勝手にできる増税」とし、国債引き受けでインフレにしてしまえば、通貨価値が目減りするため、国民から徴税するのと同じこととなり、増税幅が物価上昇率に束ねられて事前に決められずによくないと批判している。

### 日本の動向
日本における財政法第5条には、但し書きで、特別な理由がある場合には国会の議決の範囲内で直接引き受けは可能であるとしている。
経済学者の高橋洋一によれば、直接引き受けについても、実際には満期を迎える国債の借換債の引き受け等という形で日本銀行による国債の直接引き受けは毎年行われており「国債の日銀引受は禁じ手」というのは文学的表現に過ぎないとする。2011年末時点で日本銀行は67.6兆円（8.95%）の日本国債を保有している。さらに、国債のほかに国庫短期証券（FB）も24兆円保有している。
森永卓郎は「日銀の国債買い切りオペは、国債の買い支えを意味するため、国債暴落を防ぐ手段の一つとなっている」と指摘している。
第一生命経済研究所首席エコノミストの熊野英生は、政府が国債発行による債務返済を完済するという約束が通貨の信用をつなぎとめている一方で、消費税増税への反対論にある日銀の国債引受けは、日銀が政府の当座預金に無制限に資金を振り込むことになる。これはお札の増刷と同じことであり、国民が貨幣価値を疑い始めるおそれがあると指摘。日銀の国債引受けが「悪魔的手法」と呼ばれるゆえんであると述べている。
2012年11月17日、自民党の安倍晋三総裁は講演で「建設国債を、できれば直接日銀に買ってもらうことで強制的にマネーが市場に出ていく」と発言。これについて「現実離れしていると債券市場ではみているものの、為替が反応しているため、無視できない」（六車治美・三菱UFJモルガン・スタンレー証券シニア債券ストラテジスト）、「日銀による国債引き受けを前提としたインフレ脱出策は禁じ手。これは悪いインフレを創り出し、インフレが収束しないリスクを伴うからだ」（菅野雅明・JPモルガン証券チーフエコノミスト）等の見方が出ている。
中野剛志は、市中銀行による国債購入は、日銀が政府から直接国債を購入して政府が日銀に開設している口座に預金を供給すること（日銀による政府への信用創造）、いわゆる「財政ファイナンス」と、ほぼ同じである。というのも、市中銀行による国債購入も日銀が供給した当座預金を通じて行われているからである(発行と流通のしくみ)。ただし、市中銀行が国債を購入して政府が支出する場合は市中銀行の日銀当座預金の総額は変わらないのに対して、日銀が政府から国債を直接購入する場合は、市中銀行の日銀当座預金の総額は増える。市中銀行による国債購入という事実上の財政ファイナンスは、普通に行われているとしている。

## 債務不履行・国債暴落の金利負担増大や慢性的インフレ

### 外貨建て国債とデフォルト
2001年・2014年・2020年などにアルゼンチンがデフォルト（債務不履行）を宣言している。このときはアルゼンチンがアメリカからアメリカ・ドル建てで借りていた債務（公的対外債務）が支払い不可能に陥り、デフォルトを宣言するに至った。
国家が債務不履行に陥るのは、上記アルゼンチンの他に1998年のロシアや2012年のギリシャ（ユーロ建て国債）のように、外国から外国通貨建て（ユーロなどの共通通貨建てを含む）で借金している場合、金本位制など裏付けのある通貨の場合などである。

### 自国通貨建て国債とインフレや金利
自国通貨建て国債は、債務不履行自体にはならないものの、通貨価値は暴落するため、国民は慢性的なインフレに苦しむことになる。国際的にも信認を失っている通貨として、2022年現在のトルコリラがある。2022年7月のトルコの消費者物価指数は前年比79.6％上昇という激しいインフレだった。そのため、異端である現代貨幣理論(MMT)でさえも「自国通貨を発行できる政府は、インフレにならない限り(金利が上昇しない限り)、大量の国債発行をある程度許容する」までとされている。その上、金利も物価も当然ながら変動するものであるため、現代貨幣理論の主張に沿った金融政策を行うと、物価が低迷し金利が上昇しない状況においては、「あたかも正当なものに見える」のは一時的な見せかけに過ぎず、インフレリスクは水面下で蓄積されていく状態を招くことになる。トルコリラ建ての国債は2022年8月現在は債務不履行にはなっていないものの、通貨としての信認は失っており、トルコ国内ではドル化が進んでおり、預金の過半数が米ドルなどの外貨預金となっている。2025年5月20日、日本の債券市場では、財務省が実施した20年物国債の入札において、購入希望の需要が弱かったとの見方から国債を売る動きが強まり、長期金利の代表的な指標である10年物日本国債の利回りが一時1.5％台にまで上昇した。これは、先月2日以来およそ1か月半ぶりの水準である。長期金利は国債が売られて価格が下落すると上昇する関係にあり、今回の利回り上昇は、入札不調を受けて投資家が国債購入に慎重になったことが背景にある。また、日銀が国債の買い入れ額を減らしている状況下で、今後の入札に対する警戒感が広がり、債券市場では利回りの変動が大きいこともあって、リスク回避の観点から一部の投資家が買い注文を控える動きが出ている。なお、長期金利は2025年初頭から3月にかけて急速に上昇していたが、先月上旬以降はトランプ政権による関税措置への懸念からリスク回避姿勢が強まり、一時的に低下していた。しかし、5月に入り再び上昇傾向に転じている。

## 各国の国債
下記の国の国債に関しては、ウィキペディアのそれぞれの項目を参照。
- 日本国債
- 米国債
- 英国債
- ドイツ国債

下記は、ウィキペディアに項目のない国債。
- オーストラリア国債 - 21世紀に入って、資源価格高騰などで活況を呈するオーストラリアは、累積国債の完済を実現できる段階にまで達した。完済により、長期金利の基準がなくなることが憂慮されるほどである。

## 外国国債
発行国の国外で売り出しまたは売出の取次がなされる外国の国債は、海外債券の一種で外国債と言う。主に証券会社の証券外務員・ネット証券のルートを中心に販売されている。
アメリカ（トレジャリーノート・、トレジャリービルなどの米国財務省証券）、イギリスなど先進国のものから、金利が比較的高いオーストラリア、更にアルゼンチンや南アフリカ共和国などの開発途上国まで、リスクとリターンは多種多様である。ただし、外国債は海外債券であるため、海外債券保護預かり口座などの名目で毎年口座管理手数料が徴収される場合が多く、預け入れ資産が一定以上でなければ、手数料で元本割れする可能性が高い。
また、サムライ債を除いて、基本的に本国通貨建て（米ドル・ユーロ・オーストラリアドルなど）で購入することが一般的であるため、邦貨と外貨の為替変動リスクでも損益が大きく変動する点も留意しなければならない。

## 国債の格付け
国債の信用力については、民間会社による格付けが行われている。
| ランク | 国名             | ムーディーズ | S&P  | フィッチ |
| ------ | ---------------- | ------------ | ---- | -------- |
| 1      | ドイツ           | Aaa          | AAA  | AAA      |
| 1      | ルクセンブルク   | Aaa          | AAA  | AAA      |
| 1      | オランダ         | Aaa          | AAA  | AAA      |
| 1      | オーストラリア   | Aaa          | AAA  | AAA      |
| 1      | スイス           | Aaa          | AAA  | AAA      |
| 1      | デンマーク       | Aaa          | AAA  | AAA      |
| 1      | スウェーデン     | Aaa          | AAA  | AAA      |
| 1      | ノルウェー       | Aaa          | AAA  | AAA      |
| 1      | シンガポール     | Aaa          | AAA  | AAA      |
| 10     | カナダ           | Aaa          | AAA  | AA+      |
| 11     | ニュージーランド | Aaa          | AA+  | AA+      |
| 12     | 米国             | Aaa          | AA+  | AA+      |
| 13     | オーストリア     | Aa1          | AA+  | AA+      |
| 14     | フィンランド     | Aa1          | AA+  | AA+      |
| 15     | アイルランド     | Aa3          | AA   | AA       |
| 15     | 韓国             | Aa2          | AA   | AA-      |
| 17     | 香港             | Aa3          | AA+  | AA-      |
| 18     | 英国             | Aa3          | AA   | AA-      |
| 19     | ベルギー         | Aa3          | AA   | AA-      |
| 20     | フランス         | Aa2          | AA-  | AA-      |
| 21     | チェコ           | Aa3          | AA-  | AA-      |
| 22     | エストニア       | A1           | AA-  | AA-      |
| 23     | 中国             | A1           | A+   | A+       |
| 24     | サウジアラビア   | A1           | A    | A+       |
| 25     | 日本             | A1           | A+   | A        |
| 26     | スロベニア       | A3           | AA-  | A        |
| 27     | マルタ           | A2           | A-   | A+       |
| 27     | リトアニア       | A2           | A    | A        |
| 29     | スロバキア       | A2           | A+   | A        |
| 30     | ラトビア         | A3           | A    | A-       |
| 31     | ポーランド       | A2           | A-   | A-       |
| 32     | ポルトガル       | A3           | A-   | A-       |
| 33     | スペイン         | Baa1         | A    | A-       |
| 34     | クロアチア       | Baa2         | A-   | A-       |
| 35     | キプロス         | Baa2         | BBB+ | BBB+     |
| 36     | ブルガリア       | Baa1         | BBB  | BBB      |
| 37     | インドネシア     | Baa2         | BBB  | BBB      |
| 38     | イタリア         | Baa3         | BBB  | BBB      |
| 39     | メキシコ         | Baa2         | BBB  | BBB-     |
| 40     | ハンガリー       | Baa2         | BBB- | BBB      |
| 41     | インド           | Baa3         | BBB- | BBB-     |
| 41     | ルーマニア       | Baa3         | BBB- | BBB-     |
| 43     | ギリシャ         | Ba1          | BBB- | BBB-     |
| 44     | ブラジル         | Ba1          | BB   | BB       |
| 45     | 南アフリカ       | Ba2          | BB-  | BB-      |
| 46     | トルコ           | B1           | B+   | BB-      |
| 47     | エジプト         | Caa1         | B-   | B-       |
| 48     | アルゼンチン     | Ca           | CCC  | CC       |
| 49     | ロシア           | Ca           | SD   | C        |

S&P（スタンダード・アンド・プアーズ）とフィッチ・レーティングスでは同じ記号でAAA（トリプルA）からA（シングルA）、BBB～B、CCC～C、という形式で表記され、AA～CCCまでに＋、ーを付加することでさらに3段階に細分化される。 ムーディーズではAaa～A、Baa～B、Caa～C、という形式で表記され、やはりAa～Caaまでは1,2,3を付加することで3段階ずつに細分化される。 それぞれの意味合いは以下の通り。
Aaa/AAA
信用リスクが最小限（信用力が最大）
Aa/AA
信用リスクが極めて低い（信用力大）
A/A
信用リスクが低い（信用力あり）
Baa/BBB
信用リスクは中程度（信用力中程度）
※ このランク（Baa3/BBB-）までが一般的に「投資適格級」とされる。
Ba/BB
相当の信用リスク
※ このランク（Ba1/BB+）以下は「投資不適格級」「ジャンク級」などと呼ばれる。
B/B
信用リスクが高い
Caa/CCC
信用リスクが極めて高い
SD/RD
選択的デフォルト・一部債務不履行
D
債務不履行

### 国の反応
日本の財務省は、2002年に大手格付け会社のムーディーズが日本国債を格下げしようとした際、日本やアメリカのように先進国の自国通貨建て国債のデフォルトは考えられない（ハイパーインフレーションの懸念はゼロに等しい）として、各格付け会社に対して「デフォルトとして如何なる事態を想定しているのか」等と説明を求めている。